# San Marco (D 563)
Il San Marco (Pennant number D 563) è stato un cacciatorpediniere della Marina Militare Italiana che ha costituito, insieme al gemello San Giorgio, la classe San Giorgio. Entrambe le unità furono ottenute dalla ricostruzione di precedenti incrociatori leggeri della Regia Marina della classe Capitani Romani costruiti all'inizio della seconda guerra mondiale; era previsto che la classe fosse composta da 12 unità, ma solo 3 entrarono in servizio, prendendo parte al conflitto: Attilio Regolo, Scipione Africano e Pompeo Magno. Le altre navi non vennero mai completate ed alcune di esse neanche furono varate.

## Giulio Germanico
Il cacciatorpediniere San Marco venne varato per la Regia Marina con il nome di Giulio Germanico, in onore del generale romano della dinastia giulio-claudia. La vicenda del Giulio Germanico, mai entrato in servizio nel corso della seconda guerra mondiale, è stata particolarmente cruenta.
La sua costruzione era iniziata il 3 aprile 1939 negli stabilimenti della Navalmeccanica di Castellammare di Stabia e la nave, varata il 26 luglio 1941 stava ultimando il suo allestimento quando venne siglato l'armistizio.

### Le vicende seguenti l'armistizio
L'8 settembre 1943 la nave era praticamente pronta a Castellammare di Stabia, con l'allestimento completato al 94% e l'equipaggio, di 418 marinai già a bordo.

Il Giulio Germanico in allestimento

Il capitano di corvetta Domenico Baffigo era stato designato al comando dell'unità nell'aprile del 1941, assistendone al varo e curandone tutte le fasi dell'allestimento che era pressoché terminato quando venne dichiarato l'armistizio dell'8 settembre 1943; gli ormai ex-alleati tedeschi, appresa la notizia della proclamazione dell'armistizio, reagirono immediatamente attuando l'Operazione Achse ("Asse"), ovvero l'occupazione militare di tutta la penisola italiana.
All'arrivo a Castellammare di Stabia le forze tedesche tentarono di occupare il porto e il cantiere navale, dove c'erano altre unità in avanzato stato di costruzione che costituivano per loro un prezioso bottino, e in particolare diverse corvette della classe Gabbiano.
Domenico Baffigo assunse la difesa del cantiere e i marinai e i carabinieri accorsi in difesa delle strutture portuali respinsero tutti gli attacchi e nella speranza di un soccorso da parte degli alleati gli italiani non tentarono di portare le loro navi in mare. Dopo tre giorni di furiosi combattimenti, il comandante del Germanico fu invitato per una trattativa, ma venne invece catturato e fucilato dagli occupanti a Napoli l'11 settembre. L'unità, che aprendo il fuoco aveva partecipato attivamente nel respingere gli attacchi, cadde in mano ai tedeschi che l'autoffondarono all'interno del porto di Castellammare di Stabia, il 28 settembre 1943, quando furono costretti ad abbandonare la città; il comandante Domenico Baffigo, il cui corpo non venne mai ritrovato, sarebbe stato successivamente decorato di Medaglia d'Oro al Valor Militare alla memoria.

## Ricostruzione
Nel dopoguerra il Giulio Germanico venne ufficialmente radiato dai quadri del naviglio militare il 27 febbraio 1947 e contraddistinto dalla sigla FV e, e dopo essere stato recuperato dai cantieri di Castellammare di Stabia nel 1948 visto che lo scafo era ancora in condizioni buone, avendo l'Italia all'inizio degli anni cinquanta iniziato la ricostruzione della propria Marina invece di essere demolito, con Decreto del presidente della Repubblica del 1º marzo 1951, venne nuovamente inscritto nei quadri del naviglio militare ribattezzato San Marco e avviato nel 1953 a lavori di ricostruzione come cacciatorpediniere conduttore presso gli stabilimenti della Navalmeccanica di Castellammare di Stabia.

Il San Marco affiancato allIndomito

I lavori di ricostruzione furono gli stessi che riguardarono il gemello Pompeo Magno, ribattezzato San Giorgio, i cui lavori di trasformazione/ricostruzione vennero effettuati presso i Cantieri del Tirreno di Genova.
L'armamento vide la rimozione degli otto cannoni da 135/45 rimossi e sostituiti con sei cannoni da 127/38 mm statunitensi in tre torri binate, una prodiera e due a poppa e un lanciabas triplo Menon al posto della seconda torre di prora, mentre l'armamento antiaereo vide la rimozione degli otto cannoni Breda 37/54 e delle mitragliere da 20/65 mm sostituiti da venti cannoni Bofors 40 mm in quattro impianti quadrupli e due impianti binati. Il fuoco era controllato da una centrale di tiro US Mk 37 con radar Mk 25. Altri apparati elettronici furono i radar SPS-6 e SG-6B e un sonar SQS-11.
Al termine dei lavori di ricostruzione la nave entrò in servizio nella Marina Militare italiana all'inizio di gennaio 1956 con il distintivo ottico D 563 e inquadrata nella II Divisione navale di base a Taranto.
Con la velocità massima di 39 nodi, San Marco e San Giorgio sono state le navi più veloci della Marina Militare italiana, grazie ad un apparato propulsivo dalla potenza di 110000 HP, più del 50% in più rispetto agli incrociatori lanciamissili Vittorio Veneto, Andrea Doria e Caio Duilio.
Il 10 aprile 1957 le due navi vennero riclassificate cacciatorpediniere conduttori informalmente detti supercaccia e nello stesso anno effettuarono una crociera di addestramento negli Stati Uniti d'America, partendo da Napoli 19 maggio e facendo rientro a La Spezia il 10 luglio visitando nel corso della crociera Norfolk, New York e Bermuda.
Negli anni successivi la nave ha partecipato attivamente alle esercitazioni e alle manovre delle forze navali italiane e della NATO. Tra il 1962 e il 1963 la nave è stata sottoposta a lavori di ammodernamento presso l'Arsenale di La Spezia, al termine dei quali e rientrata in servizio ricoprendo il ruolo di nave bandiera della II Divisione navale. Nel settembre 1964 il San Marco ha rappresentato l'Italia alle celebrazioni nel giorno dell'indipendenza di Malta. Nel 1966 ha effettuato una nuova campagna navale in Atlantico. Dopo essere stato posto in disarmo il 31 maggio 1970, il San Marco è stato radiato nel 1971 e successivamente venduto per demolizione.